# Діосіг (комуна)
Діосіг (рум. Diosig) — комуна у повіті Біхор в Румунії. До складу комуни входять такі села (дані про населення за 2002 рік):
- Діосіг (6362 особи) — адміністративний центр комуни
- Янка (279 осіб)

Комуна розташована на відстані 450 км на північний захід від Бухареста, 26 км на північ від Ораді, 135 км на північний захід від Клуж-Напоки.

## Населення
За даними перепису населення 2002 року у комуні проживали 9653 особи.
Національний склад населення комуни:
| Національність            | Кількість осіб | Відсоток |
| ------------------------- | -------------- | -------- |
| угорці                    | 5458           | 56,5%    |
| румуни                    | 3150           | 32,6%    |
| цигани                    | 1033           | 10,7%    |
| німці                     | 4              | < 0,1%   |
| українці                  | 3              | < 0,1%   |
| словаки                   | 3              | < 0,1%   |
| не вказали національність | 2              | < 0,1%   |

Рідною мовою назвали:
| Мова       | Кількість осіб | Відсоток |
| ---------- | -------------- | -------- |
| угорська   | 5641           | 58,4%    |
| румунська  | 3154           | 32,7%    |
| циганська  | 846            | 8,8%     |
| німецька   | 6              | 0,1%     |
| словацька  | 3              | < 0,1%   |
| українська | 1              | < 0,1%   |
| російська  | 1              | < 0,1%   |
| сербська   | 1              | < 0,1%   |

Склад населення комуни за віросповіданням:
| Релігія                                       | Кількість осіб | Відсоток |
| --------------------------------------------- | -------------- | -------- |
| реформати                                     | 5156           | 53,4%    |
| православні                                   | 2674           | 27,7%    |
| римо-католики                                 | 789            | 8,2%     |
| п'ятдесятники                                 | 470            | 4,9%     |
| адвентисти                                    | 213            | 2,2%     |
| баптисти                                      | 145            | 1,5%     |
| не релігійні                                  | 83             | 0,9%     |
| греко-католики                                | 71             | 0,7%     |
| лютерани (Аугсбурзького сповідання)           | 6              | 0,1%     |
| унітарії                                      | 3              | < 0,1%   |
| бретрени                                      | 3              | < 0,1%   |
| атеїсти                                       | 2              | < 0,1%   |
| лютерани (Синодально-пресвітеріанська церква) | 1              | < 0,1%   |